# Patologia speciale
Patologia Speciale (da specie, nel senso tassonomico del termine) è la branca della medicina che si occupa di descrivere e studiare le singole malattie come entità nosologiche, ciascuna dotata di determinate caratteristiche peculiari e riconoscibili. La patologia speciale si contrappone alla patologia generale, che descrive invece i meccanismi generali di malattia, comuni a una molteplicità di patologie. 
Data la vastità della materia (descrivere tutte le malattie), a fini didattici la Patologia Speciale viene solitamente proposta suddivisa in due macro-aree disciplinari (che rappresentano anche i corsi di studio di gran lunga più importanti del triennio clinico del corso di laurea in Medicina e Chirurgia): Patologia Speciale Medica e Patologia Speciale Chirurgica.
Di ogni malattia le Patologie Speciali descrivono, in modo per quanto possibile sistematico e completo, le cause (eziologia), il meccanismo di danno (patogenesi), le manifestazioni cliniche (segni e sintomi), le modalità diagnostiche e la prognosi.
Le Patologie Speciali risultano così fondanti nella preparazione del futuro medico, in quanto gli forniscono un "catalogo mentale" sistematico di quelle malattie che nella futura professione sarà poi chiamato a riconoscere induttivamente (dai sintomi alla malattia) nei singoli pazienti.
Nessun medico potrà diagnosticare la "malattia rara", se in qualche momento della sua formazione non sarà stato messo al corrente della sua esistenza; come pure, in assenza di una valida preparazione sistematica, non sarà facile identificare malattie nuove, intese come entità che non si adattano a nessuno dei modelli nosologici già noti e descritti dalle Patologie Speciali.